# Alisanos
En la mitologia celta, Alisanos o Alisaunus va ser un déu que va ser adorat a l'actual Costa d'Or (a la regió de Borgonya-Franc Comtat, França) i a Ais de Provença.

## Etimologia
L'arrel Alisa- del nom Alisanus és fonològicament comparable amb el protocelta * alisā (vern). Contràriament, Miranda Green relaciona el teònim amb el topònim Alèsia, el que suposaria que era una divinitat de la muntanya.

## Inscripcions
La inscripció de Gevrey-Chambertin (Costa d'Or) està en gal:
DOIROS SEGOMARI
IEVRV ALISANV
Doiros (fill) de Segomaros dedicat (aquest) per Alisanos
La inscripció de Visignot (Costa d'Or) està en llatí:
DEO·ALISANO·PAVLLINVS
PRO·CONTEDIO·FIL·SVO
V·S·L·M·
Paullinus ha complert lliurement i merescudament el seu vot al déu Alisanus en nom del seu fill Contedius